# Паоло Монтеро
Паоло Монтеро (ісп. Paolo Montero, нар. 3 вересня 1971, Монтевідео) — колишній уругвайський футболіст, що грав на позиції захисника. По завершенні ігрової кар'єри — тренер.

## Клубна кар'єра
Народився 3 вересня 1971 року в місті Монтевідео в родині гравця футбольної збірної Уругваю Хуліо Монтеро Кастільйо. Вихованець футбольної школи клубу «Пеньяроль». Дорослу футбольну кар'єру розпочав 1990 року в основній команді того ж клубу, в якій провів два сезони, взявши участь у 34 матчах чемпіонату.
Протягом 1992–1996 років захищав кольори команди клубу «Аталанта».
Своєю грою за останню команду привернув увагу представників тренерського штабу клубу «Ювентус», до складу якого приєднався 1996 року. Відіграв за «стару сеньйору» наступні дев'ять сезонів своєї ігрової кар'єри. Більшість часу, проведеного у складі «Ювентуса», був основним гравцем захисту команди. За цей час чотири рази виборював титул чемпіона Італії, володарем Кубка Інтертото.
Протягом 2005–2006 років захищав кольори аргентинського «Сан-Лоренсо».
Завершив професійну ігрову кар'єру у клубі «Пеньяроль», у складі якого й починав виступи на футбольному полі. Прийшов до команди 2006 року, захищав її кольори до припинення виступів на професійному рівні у 2007.

## Виступи за збірну
1991 року дебютував в офіційних матчах у складі національної збірної Уругваю. Протягом кар'єри у національній команді, яка тривала 15 років, провів у формі головної команди країни 61 матч, забивши 5 голів.
У складі збірної був учасником чемпіонату світу 2002 року в Японії і Південній Кореї (як капітан команди), розіграшу Кубка Америки 2004 року у Перу, на якому команда здобула бронзові нагороди, а також розіграшу Кубка Конфедерацій 1997 року у Саудівській Аравії.

## Кар'єра тренера
Розпочав тренерську кар'єру у рідному «Пеньяролі», де працював з молодіжною командою, а 2014 року виконував обов'язки головного тренера основної команди.
Згодом працював в Аргентині — 2016 року був головним тренером «Колона», того ж року очолював «Бока Унідос», а 2017 року тренував «Росаріо Сентраль».
| Дата       | Місто               | Господарі  | Результат               | Гості      | Турнір                          | Голи | Примітки |
| ---------- | ------------------- | ---------- | ----------------------- | ---------- | ------------------------------- | ---- | -------- |
| 5-5-1991   | Денвер              | США        | 1 – 0                   | Уругвай    | товариський матч                | -    |          |
| 7-5-1991   | Лос-Анджелес        | Мексика    | 0 – 2                   | Уругвай    | товариський матч                | -    |          |
| 14-5-1991  | Сан-Хосе            | Коста-Рика | 0 – 1                   | Уругвай    | товариський матч                | -    |          |
| 30-5-1991  | Сантьяго            | Чилі       | 2 – 1                   | Уругвай    | товариський матч                | -    |          |
| 13-10-1993 | Карлсруе            | Німеччина  | 5 – 0                   | Уругвай    | товариський матч                | -    |          |
| 18-1-1995  | Ла-Корунья          | Іспанія    | 2 – 2                   | Уругвай    | товариський матч                | -    |          |
| 29-3-1995  | Лондон              | Англія     | 0 – 0                   | Уругвай    | товариський матч                | -    |          |
| 31-3-1995  | Белград             | Югославія  | 1 – 0                   | Уругвай    | товариський матч                | -    |          |
| 11-10-1995 | Салвадор (Бразилія) | Бразилія   | 2 – 0                   | Уругвай    | товариський матч                | -    |          |
| 24-4-1996  | Каракас             | Венесуела  | 0 – 2                   | Уругвай    | Відбір до ЧС 1998               | -    |          |
| 2-6-1996   | Монтевідео          | Уругвай    | 0 – 2                   | Парагвай   | Відбір до ЧС 1998               | -    |          |
| 8-10-1996  | Монтевідео          | Уругвай    | 1 – 0                   | Болівія    | Відбір до ЧС 1998               | -    |          |
| 12-11-1996 | Сантьяго            | Чилі       | 1 – 0                   | Уругвай    | Відбір до ЧС 1998               | -    |          |
| 15-12-1996 | Монтевідео          | Уругвай    | 2 – 0                   | Перу       | Відбір до ЧС 1998               | 1    |          |
| 12-1-1997  | Монтевідео          | Уругвай    | 0 – 0                   | Аргентина  | Відбір до ЧС 1998               | -    |          |
| 12-2-1997  | Кіто                | Еквадор    | 4 – 0                   | Уругвай    | Відбір до ЧС 1998               | -    |          |
| 2-4-1997   | Монтевідео          | Уругвай    | 3 – 1                   | Венесуела  | Відбір до ЧС 1998               | 1    |          |
| 8-6-1997   | Монтевідео          | Уругвай    | 1 – 1                   | Колумбія   | Відбір до ЧС 1998               | -    |          |
| 20-8-1997  | Монтевідео          | Уругвай    | 1 – 0                   | Чилі       | Відбір до ЧС 1998               | -    |          |
| 12-10-1997 | Буенос-Айрес        | Аргентина  | 0 – 0                   | Уругвай    | Відбір до ЧС 1998               | -    |          |
| 13-12-1997 | Ер-Ріяд             | ОАЕ        | 0 – 2                   | Уругвай    | Кубок Конфедерацій              | -    | кап.     |
| 15-12-1997 | Ер-Ріяд             | Чехія      | 1 – 2                   | Уругвай    | Кубок Конфедерацій              | -    | кап.     |
| 19-12-1997 | Ер-Ріяд             | Австралія  | 1 – 0 д.ч.              | Уругвай    | Кубок Конфедерацій              | -    | кап.     |
| 21-12-1997 | Ер-Ріяд             | Чехія      | 1 – 0                   | Уругвай    | Кубок Конфедерацій              | -    | кап.     |
| 24-5-1998  | Сантьяго            | Чилі       | 2 – 2                   | Уругвай    | товариський матч                | -    | кап.     |
| 18-8-1999  | Монтевідео          | Уругвай    | 5 – 4                   | Коста-Рика | товариський матч                | -    | кап.     |
| 8-9-1999   | Монтевідео          | Уругвай    | 2 – 0                   | Венесуела  | товариський матч                | -    | кап.     |
| 12-10-1999 | Монтевідео          | Уругвай    | 0 – 0                   | Еквадор    | товариський матч                | -    | кап.     |
| 17-11-1999 | Мальдонадо          | Уругвай    | 0 – 1                   | Парагвай   | товариський матч                | -    | кап.     |
| 17-2-2000  | Мальдонадо          | Уругвай    | 2 – 0                   | Угорщина   | товариський матч                | -    | кап.     |
| 29-3-2000  | Монтевідео          | Уругвай    | 1 – 0                   | Болівія    | Відбір до ЧС 2002               | -    | кап.     |
| 3-6-2000   | Монтевідео          | Уругвай    | 2 – 1                   | Чилі       | Відбір до ЧС 2002               | 1    | кап.     |
| 28-6-2000  | Ріо-де-Жанейро      | Бразилія   | 1 – 1                   | Уругвай    | Відбір до ЧС 2002               | -    | кап.     |
| 18-7-2000  | Монтевідео          | Уругвай    | 3 – 1                   | Венесуела  | Відбір до ЧС 2002               | -    | кап.     |
| 25-7-2000  | Монтевідео          | Уругвай    | 0 – 0                   | Перу       | Відбір до ЧС 2002               | -    | кап.     |
| 28-2-2001  | Копер (Словенія)    | Словенія   | 0 – 2                   | Уругвай    | товариський матч                | -    | кап.     |
| 28-3-2001  | Монтевідео          | Уругвай    | 0 – 1                   | Парагвай   | Відбір до ЧС 2002               | -    | кап.     |
| 1-7-2001   | Монтевідео          | Уругвай    | 1 – 0                   | Бразилія   | Відбір до ЧС 2002               | -    | кап.     |
| 14-8-2001  | Маракайбо           | Венесуела  | 2 – 0                   | Уругвай    | Відбір до ЧС 2002               | -    | кап.     |
| 7-10-2001  | Монтевідео          | Уругвай    | 1 – 1                   | Колумбія   | Відбір до ЧС 2002               | -    | кап.     |
| 7-11-2001  | Кіто                | Еквадор    | 1 – 1                   | Уругвай    | Відбір до ЧС 2002               | -    | кап.     |
| 14-11-2001 | Монтевідео          | Уругвай    | 1 – 1                   | Аргентина  | Відбір до ЧС 2002               | -    | кап.     |
| 20-11-2001 | Мельбурн            | Австралія  | 1 – 0                   | Уругвай    | Відбір до ЧС 2002               | -    | кап.     |
| 25-11-2001 | Монтевідео          | Уругвай    | 3 – 0                   | Австралія  | Відбір до ЧС 2002               | -    | кап.     |
| 16-5-2002  | Шеньян              | КНР        | 0 – 2                   | Уругвай    | товариський матч                | -    | кап.     |
| 1-6-2002   | Ульсан              | Уругвай    | 1 – 2                   | Данія      | ЧС 2002                         | -    | кап.     |
| 6-6-2002   | Пусан               | Франція    | 0 – 0                   | Уругвай    | ЧС 2002                         | -    | кап.     |
| 11-6-2002  | Сувон               | Сенегал    | 3 – 3                   | Уругвай    | ЧС 2002                         | -    | кап.     |
| 7-7-2004   | Чиклайо             | Мексика    | 2 – 2                   | Уругвай    | Копа Америка 2004 - 1-й етап    | 1    | кап.     |
| 10-7-2004  | Чиклайо             | Уругвай    | 2 – 1                   | Еквадор    | Копа Америка 2004 - 1-й етап    | -    | кап.     |
| 18-7-2004  | Такна               | Парагвай   | 1 – 3                   | Уругвай    | Копа Америка 2004 - чвертьфінал | -    | кап.     |
| 21-7-2004  | Ліма                | Бразилія   | 1 – 1 д.ч. (5 – 3 п.п.) | Уругвай    | Копа Америка 2004 - півфінал    | -    | кап.     |
| 5-9-2004   | Монтевідео          | Уругвай    | 1 – 0                   | Еквадор    | Відбір до ЧС 2006               | -    | кап.     |
| 17-11-2004 | Монтевідео          | Уругвай    | 1 – 0                   | Парагвай   | Відбір до ЧС 2006               | 1    | кап.     |
| 26-3-2005  | Сантьяго            | Чилі       | 1 – 1                   | Уругвай    | Відбір до ЧС 2006               | -    | кап.     |
| 30-3-2005  | Монтевідео          | Уругвай    | 1 – 1                   | Бразилія   | Відбір до ЧС 2006               | -    | кап.     |
| 4-6-2005   | Маракайбо           | Венесуела  | 1 – 1                   | Уругвай    | Відбір до ЧС 2006               | -    | кап.     |
| 4-9-2005   | Монтевідео          | Уругвай    | 3 – 2                   | Колумбія   | Відбір до ЧС 2006               | -    | кап.     |
| 12-10-2005 | Монтевідео          | Уругвай    | 1 – 0                   | Аргентина  | Відбір до ЧС 2006               | -    | кап.     |
| 12-11-2005 | Монтевідео          | Уругвай    | 1 – 0                   | Австралія  | Відбір до ЧС 2006               | -    | кап.     |
| 16-11-2005 | Сідней              | Австралія  | 1 – 0 д.ч. (4 – 2 п.п.) | Уругвай    | Відбір до ЧС 2006               | -    | кап.     |
| Усього     |                     | Матчів     | 61                      |            | Голів                           | 5    |          |

## Титули і досягнення
- Чемпіон Італії (4):

«Ювентус»: 1996-97, 1997-98, 2001-02, 2002-03
- Чемпіон Італії (титул скасовано)[4]:

«Ювентус»: 2004-05
- Володар Суперкубка Італії з футболу (3):

«Ювентус»: 1997, 2002, 2003
- Володар Суперкубка УЄФА (1):

«Ювентус»: 1996
- Володар Міжконтинентального кубка (1):

«Ювентус»: 1996
- Володар Кубка Інтертото (1):

«Ювентус»: 1999
- Бронзовий призер Кубка Америки: 2004